# Mason McTavish
Mason McTavish (* 30. Januar 2003 in Zürich, Schweiz) ist ein kanadischer Eishockeyspieler, der seit August 2021 bei den Anaheim Ducks in der National Hockey League (NHL) unter Vertrag steht. Im NHL Entry Draft 2021 wurde der Center an dritter Position von den Ducks ausgewählt. Mit der kanadischen Nationalmannschaft nahm er an den Olympischen Winterspielen 2022 teil.

## Karriere

### Jugend

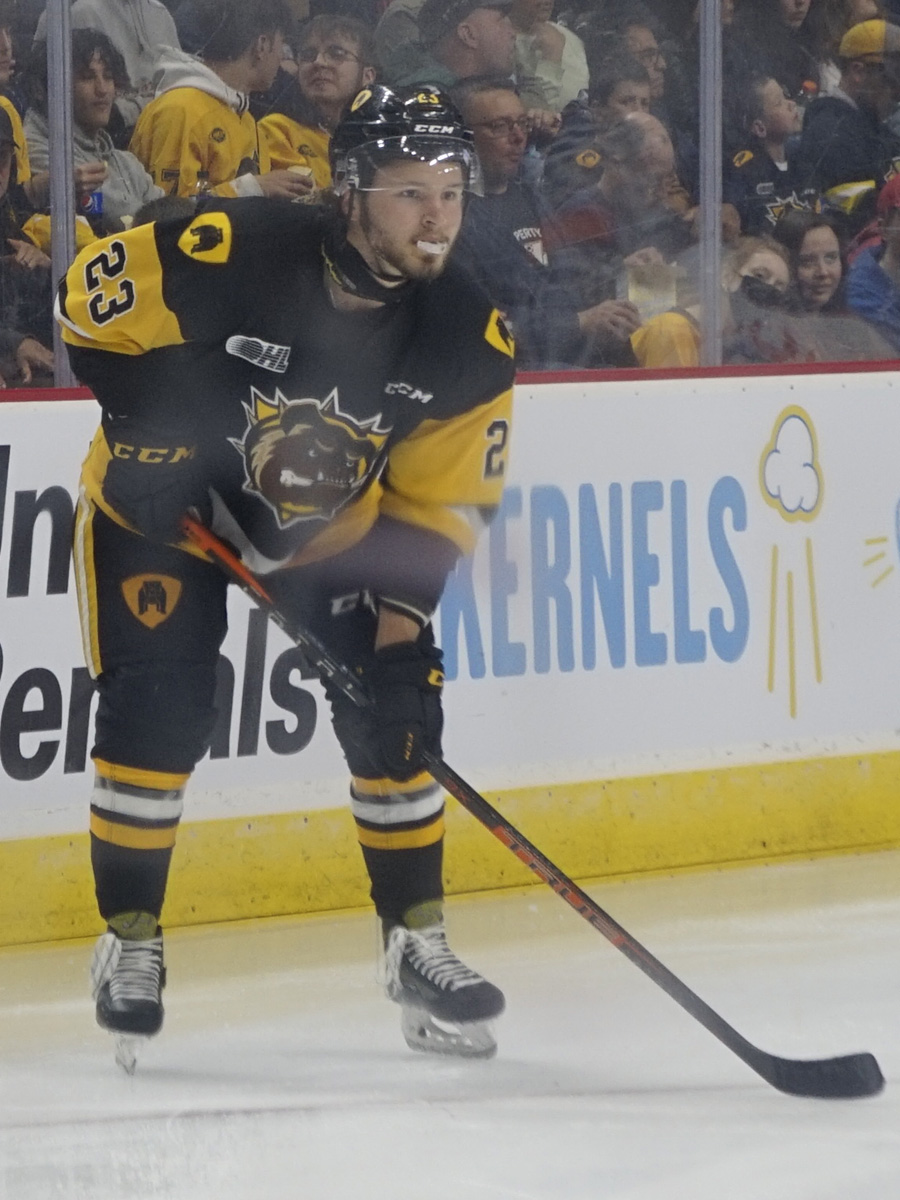
McTavish im Trikot der Hamilton Bulldogs (2022)

Mason McTavish wurde in Zürich geboren, als sein Vater Dale McTavish in der Schweiz für den SC Rapperswil-Jona spielte. Dort begann er auch mit dem Eishockeyspielen, bevor er mit seiner Familie nach Kanada zurückkehrte und dort im Großraum Ottawa unter anderem für die Ottawa Valley Titans sowie die  Pembroke Lumber Kings auflief. Im Jahre 2019 wurde er von den Peterborough Petes im Entry Draft der Ontario Hockey League (OHL) an fünfter Position ausgewählt und lief fortan in dieser höchsten Juniorenliga seiner Heimatprovinz auf. Als Rookie verzeichnete der Angreifer 42 Scorerpunkte in 57 Partien und wurde in der Folge ins Second All-Rookie Team gewählt. Da die OHL-Spielzeit 2020/21 aufgrund der COVID-19-Pandemie komplett ausfiel, bestritt er in diesem Spieljahr einige Partien für den EHC Olten in der zweitklassigen Swiss League in seinem Geburtsland, was zugleich seinem Profidebüt entsprach. Anschließend wählten ihn die Anaheim Ducks im NHL Entry Draft 2021 an dritter Position. Nach seiner Rückkehr in die OHL gaben ihn die Peterborough Petes im Januar 2022 an die Hamilton Bulldogs ab, mit denen er am Ende der Saison die Playoffs um den J. Ross Robertson Cup gewann. Zudem berücksichtigte man ihn im OHL Second All-Star Team, ebenso wie im All-Star Team des Memorial Cup 2022, bei dem die Bulldogs im Endspiel an den Saint John Sea Dogs scheiterten.

### NHL
Bereits im August 2021 hatten die Anaheim Ducks ihn mit einem Einstiegsvertrag ausgestattet und im Oktober 2021 erstmals in der National Hockey League (NHL) eingesetzt. Nach neun Einsätzen sowie drei weiteren Partien für die San Diego Gulls in der American Hockey League (AHL), dem Farmteam der Ducks, kehrte er vorerst zu oben erwähnten Erfolgen in die OHL zurück. Zur Saison 2022/23 etablierte sich McTavish dann im NHL-Aufgebot der Ducks und beendete seine erste komplette Saison mit 43 Punkten aus 80 Partien, sodass er sich in der ligaweiten Rookie-Scorerliste auf dem dritten Rang platzierte.

### International
Erste internationale Erfahrungen sammelte McTavish bei der World U-17 Hockey Challenge 2019, bei der er mit dem Team „Canada White“ den vierten Platz belegte. Bei der U18-Weltmeisterschaft 2021 fungierte der Stürmer als Kapitän und führte seine Mannschaft zum Gewinn der Goldmedaille. Gleiches gelang ihm als Spielführer der kanadischen U20-Nationalmannschaft bei der U20-Weltmeisterschaft 2022, wobei er das gesamte Turnier in Toren (8), Vorlagen (9) und Punkten (17) anführte. Demzufolge wählte man ihn als MVP, ebenso wie zum besten Angreifer und ins All-Star Team der WM. Zwischen dem abgebrochenen Turnier der U20-WM und der letztlichen Austragung im August nahm McTavish darüber hinaus an den Olympischen Winterspielen 2022 in der chinesischen Hauptstadt Peking teil, wo er mit der Mannschaft den sechsten Rang belegte.

## Erfolge und Auszeichnungen
- 2020 OHL Second All-Rookie Team
- 2022 J.-Ross-Robertson-Cup-Gewinn mit den Hamilton Bulldogs
- 2022 OHL Second All-Star Team
- 2022 Memorial Cup All-Star Team

### International
- 2021 Goldmedaille bei der U18-Weltmeisterschaft
- 2022 Goldmedaille bei der U20-Weltmeisterschaft
- 2022 MVP, bester Stürmer und All-Star-Team der U20-Weltmeisterschaft

## Karrierestatistik
Stand: Ende der Saison 2024/25

### International
Vertrat Kanada bei:
| - World U-17 Hockey Challenge 2019 - U18-Weltmeisterschaft 2021 - abgebr. U20-Weltmeisterschaft 2022 | - Olympischen Winterspielen 2022 - U20-Weltmeisterschaft 2022 |

(Legende zur Spielerstatistik: Sp oder GP = absolvierte Spiele; T oder G = erzielte Tore; V oder A = erzielte Assists; Pkt oder Pts = erzielte Scorerpunkte; SM oder PIM = erhaltene Strafminuten; +/− = Plus/Minus-Bilanz; PP = erzielte Überzahltore; SH = erzielte Unterzahltore; GW = erzielte Siegtore; 1 Play-downs/Relegation; Kursiv: Statistik nicht vollständig)

## Familie
Sein Vater Dale McTavish bestritt neun Partien in der NHL und verbrachte den Großteil seiner Karriere in Europa, vor allem in der Schweiz.